# Пелаич, Младен
Младен Пелаич (хорв. Mladen Pelaić; 20 августа 1983, Загреб) — хорватский футболист, игравший на позиции защитника.

## Карьера
Начал карьеру в «Динамо», но так и не смог пробиться в основу и стал игроком второго столичного клуба — «Загреба». В сезоне-2005/06 стал лучшим бомбардиром команды с 5 мячами. Хотя вопрос с его переходом в «Хайдук» был практически решён, перешёл в бельгийский «Стандард». В бельгийской команде не закрепился и всё же перешёл в «Хайдук» зимой 2007 года. В матче против «Цибалии» 19 апреля 2008 года получил тяжёлый перелом обеих костей голени. Практически восстановившись после травмы, снова сломал ту же ногу в декабре при бытовых обстоятельствах, на этот раз перелом оказался даже более сложным. В результате смог вернуться на поле только спустя 2 года, в феврале 2010 года.

## Статистика по сезонам
| Сезон   | Клуб            | Матчи | Голы |
| ------- | --------------- | ----- | ---- |
| 2003/04 | Загреб          | 5     | 1    |
| 2004/05 | Загреб          | 24    | 3    |
| 2005/06 | Загреб          | 27    | 5    |
| 2006/07 | Стандард (Льеж) | 1     | 0    |
| 2006/07 | Хайдук          | 11    | 0    |
| 2007/08 | Хайдук          | 17    | 0    |
| 2008/09 | Хайдук          | 0     | 0    |